# Plethodon variolatus
Plethodon variolatus — вид хвостатих амфібій родини Безлегеневі саламандри (Plethodontidae).

## Поширення
Вид є ендеміком США. Поширений у штатах Джорджія та Південна Кароліна. Зустрічається у помірних лісах.